# فرد اتکین
فرد اتکین (انگلیسی: Fred Atkin؛ 1887 – ۱۹۶۴ (۷۶−۷۷ سال)) بازیکن فوتبال بود.
از باشگاه‌هایی که در آن بازی کرده‌است می‌توان به باشگاه فوتبال گریمزبی تاون اشاره کرد.